# 山蓝仙鹟
山蓝仙鹟（学名：Cyornis whitei），是雀形目鹟科的一种鸟类。在中国大陆，分布于四川、云南、贵州等地。该物种的模式产地在缅甸。山蓝仙鹟与爪哇蓝仙鹟以前被视为同一物种。

## 特征
山蓝仙鹟体重约14.5克，翼长约71.8毫米，嘴峰长约14.9毫米，喙宽度约4.6毫米，喙厚度约3.7毫米，跗蹠长约15.7毫米，尾长约53毫米。山蓝仙鹟在其分布区内为留鸟，其栖息在密集的高大树木组成的森林中，食性为肉食性，主要食物来源是陆生无脊椎动物。

## 亚种
- ：分布于缅甸东北部至中国南部、泰国东北部、老挝北部和越南北部。
- ：分布于泰国东部高原。
- ：分布于泰国东南部。
- ：分布于马来半岛（克拉地峡以南）。[5]